# James McCallum (Politiker)

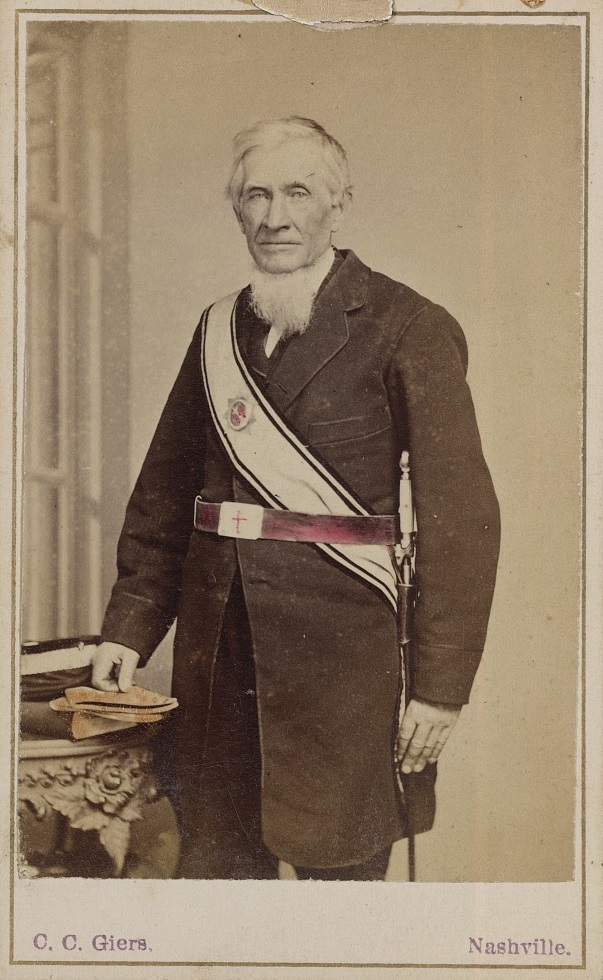
James McCallum

James McCallum (* 3. Oktober 1806 im Robeson County, North Carolina; † 16. September 1889 in Pulaski, Tennessee) war ein US-amerikanischer Jurist, Plantagenbesitzer und Politiker.

## Werdegang
James McCallum, Sohn von Sarah Smith und Daniel McCallum, wurde ungefähr sechs Jahre vor dem Ausbruch des Britisch-Amerikanischen Krieges im Robeson County geboren. Über seine Jugendjahre ist nichts bekannt. Irgendwann zog er nach Tennessee. Am 14. Februar 1829 heiratete er Elizabeth Brown. Das Paar bekam elf gemeinsame Kinder: Daniel Jerome, Katherine, Mary Elizabeth, James Joseph, Sarah Anne, William Hugh, John Neill, George Burder, Neill Brown sowie zwei ungenannte Kleinkinder, welche noch in der Kindheit verstarben. Die Familie McCallum lebte in den 1820er Jahren in Pulaski (Giles County). 1828 bekleidete er dort den Rang eines Master Mason in der ansässigen Freimaurerloge. Nach der Volkszählung von 1860 besaß er 25 Sklaven und sein Besitz hatte einen Wert von 46.000 Dollar.
McCallum studierte Jura und war dann zwischen 1842 und 1861 als Anwalt in Pulaski tätig. Seine Studienzeit war von der Wirtschaftskrise von 1837 überschattet und die Folgejahre vom Mexikanisch-Amerikanischen Krieg. McCallum war eine Zeit lang als Clerk und Masters in Chancery tätig.
Er gehörte zuerst der Whig Party an und nach ihrer Auflösung der Constitutional Union Party. Zum Zeitpunkt der Sezession von Tennessee war er ein Sezessionist. Zwischen 1861 und 1863 vertrat er das Giles County in der General Assembly. 1863 wurde er in den zweiten Konföderiertenkongress gewählt, an dem er von 1864 bis 1865 teilnahm. Er saß während dieser Zeit in den folgenden Ausschüssen: Committee of Public Accounts, Committee on Medical Department und Committee on Post Offices and Post Roads. McCallum stellte Resolutionen zur Abstimmung, in denen er die staatliche Beschlagnahme von allen wichtigen Eisenbahnen sowie aller Gold- und Silberbarren befürwortete. Außerdem wollte er die hohe Inflation durch die Ausgabe von neuen Bundesanleihen verringern. Mit seinem Stimmungsverhalten trat er dafür ein, dass die Konföderierten Staaten jede mögliche Ressource nutzen sollten, um den Krieg fortzusetzen.
Nach dem Ende des Krieges kehrte er nach Pulaski zurück. 1870 wurde er der Direktor der Pulaski Savings Bank. Er war ein Ältester in der Presbyterianischen Kirchen sowie ein Lehrer und Superintendent in der Sonntagsschule. 1889 verstarb er in Pulaski und wurde dann dort auf dem Maplewood Cemetery beigesetzt.